# اخطار قبلی (فیلم ۲۰۰۷)
اخطار قبلی (به انگلیسی: Premonition) فیلمی محصول سال ۲۰۰۷ و به کارگردانی منان یاپو است. در این فیلم بازیگرانی همچون ساندرا بولاک، جولین مک‌مان، نیا لانگ، کیت نلیگان، آمبر والتا، پیتر استورماره، کورتنی تیلور بورنس، مارک مک‌کالی، جود سیکوللا، سیموس دیوی-فیتزپاتریک ایفای نقش کرده‌اند.